# Legson Kayira
Legson Didimu Kayira (10 mai 1942, – 14 octobre 2012,) est un romancier malawite. Issu de l'ethnie Tumbuka, il suit sa scolarité au Skagit Valley College (aux États-Unis), à l'université de Washington et au St Catharine's College (Cambridge, Royaume-Uni). Ses premiers écrits concernent la vie rurale au Malawi, et ses derniers sont des satires du régime politique de Hastings Kamuzu Banda, premier président du Malawi.

## Biographie
Legson Kayira naît à Mpale, un village dans le nord du Nyassaland (aujourd'hui le Malawi) ; sa date de naissance précise n'est pas connue. Peu après sa naissance, sa mère le jette dans la rivière Didimu, ne pouvant assurer sa subsistance. Il est sauvé et acquiert ainsi le prénom de « Didimu ». Il ajoute lui-même le prénom à consonance anglaise « Legson » alors qu'il est à l'école primaire. De là, il rejoint l'école secondaire de Livingstonia, dont la devise « I Will Try », deviendra le titre de son livre le plus connu, son autobiographie. 
Sorti diplômé de l'école en 1958 à l'âge de seize ans, il décide que la seule manière pour lui d'obtenir un diplôme supérieur est de se rendre aux États-Unis et il part, à pied, pour ce voyage. Arrivant à Kampala en Ouganda, il voit le nom du Skagit Valley College, situé dans l'État de Washington, dans un annuaire du service d'information des États-Unis ; il demande, et obtient, une bourse pour y étudier. Legson Kayira embarque alors pour un voyage de plus de trois mille kilomètres, marchant jusqu'à Khartoum, où il obtient un visa ; des habitants de Skagit Valley collectent de l'argent pour lui permettre de rejoindre l'État de Washington. Il arrive à Skagit Valley deux ans après être parti. 
Après avoir obtenu son diplôme secondaire à Skagit Valley, il étudie la science politique à l'université de Washington à Seattle puis l'histoire à l'université de Cambridge au Royaume-Uni. Par la suite, il travaille comme agent de probation et est l'auteur de plusieurs romans.
Son autobiographie, I Will Try, reste seize semaines sur la liste des meilleures ventes du New York Times après sa publication en 1965.
Il s'installe en Angleterre et meurt à Londres, le 14 octobre 2012.
En octobre 2014, une association caritative américaine, appelée Youth of Malawi, construit une école primaire dans le village rural de Chimphamba et lui donne le nom de l'écrivain. L'école primaire Legson Kayira et le centre communautaire sont alimentés par l'énergie solaire, ils recueillent l'eau de pluie et disposent d'un projecteur de cinéma en plein air. En octobre 2016 ses cendres sont enterrées dans le village de Mpale,.

## Ouvrages (sélection)

### Fiction
- (en) The Looming Shadow, Doubleday, ‌1967.
- (en) Jingala, Doubleday, ‌1969.
- (en) Things Black and Beautiful, Doubleday, ‌1970.
- (en) The Civil Servant, Longman, ‌1971.
- (en) « Homecoming », dans Young and Black in Africa (anthologie), Random House, ‌1971.
- (en) The Detainee, Heinemann, ‌1974.

### Non-fiction
- (en) I Will Try (autobiographie), Doubleday, ‌1965.